# Bontomtes ripariae
Bontomtes ripariae är en skalbaggsart som beskrevs av Albert A. Grigarick och Schuster 1980. Bontomtes ripariae ingår i släktet Bontomtes och familjen kortvingar. Inga underarter finns listade i Catalogue of Life.